# Victoria Clark
Victoria Clark (Dallas, 10 ottobre 1959) è un'attrice, soprano e regista teatrale statunitense nota soprattutto per il suo lavoro nel teatro musicale di Broadway, per cui ha vinto due Tony Award alla miglior attrice protagonista in un musical.

## Biografia
Victoria Clark comincia ad esibirsi mentre studiava a Yale, cominciando con le operette di Gilbert e Sullivan: H.M.S. Pinafore, Patience e Ruddigore. Dopo la laurea, conseguita nel 1982, si unisce al tour statunitense di Cats nel ruolo di Jannyanydots; nel 1985 diventa la sostituta di Bernadette Peters nella produzione di Broadway di Sunday in the Park with George, ma non è mai andata in scena. Nel 1987 torna in tour con Les Misérables, in cui interpreta Madame Thénardier e funge da dance captain. Nel 1992 debutta a Broadway in Guys and Dolls: il suo è un ruolo minore, ma in diverse occasioni ha potuto sostituire la protagonista. Negli anni successivi interpreta alcuni ruoli di rilievo: Smitty in How To Succeed In Business Without Really Trying (Broadway, 1995), Alice in Titanic (Broadway, 1997) e Fraulein Kost in Cabaret (Broadway, 2001), Lucy Barker in Sweeney Todd: The Demon Barber of Fleet Street (San Francisco, 2001) e Penelope Pennywise in Urinetown (Broadway, 2003).
Nel 2003 a Seattle interpreta per la prima volta il ruolo di Margaret Johnson nel musical The Light in the Piazza, un ruolo che riprenderà l'anno successivo a Chicago ed infine nel 2005 a Broadway. La produzione di Broadway di The Light in the Piazza, con Matthew Morrison, resta in scena per più di cinquecento repliche e per la sua interpretazione Victoria Clark vince il Tony Award, il Drama Desk, il Joseph Jefferson Award e l'Outer Critics Circle Award alla miglior attrice protagonista in un musical.
Nel 2007 recita e canta a New York nella produzione del City Center! Encores di Follies, insieme a Donna Murphy, Victor Garber e Christine Baranski; nello stesso anno è protagonista di una commedia di Craig Lucas (già autore di The Light in the Piazza) intitolata Prayer For My Enemy, in cui recita con Jonathan Groff.  Nel 2011 ottiene una nomination al Tony Award alla miglior attrice non protagonista in un musical per la sua interpretazione nel ruolo della Madre Superiora in Sister Act.
Nel 2012 torna ricopre nuovamente il ruolo di Sally in Follies a Los Angeles, per poi unirsi al cast originale del musical di Rodgers e Hammerstein Cinderella nel ruolo della Fata Madrina; per questa interpretazione viene nuovamente nominata al Tony per la miglior attrice non protagonista in un musical. Torna a Broadway nel 2015 ed interpreta Mamacita nel musical Gigi con Vanessa Hudgens, Howard McGillin e Dee Hoty; per la sua performance viene candidata per la terza volta al Tony Award alla miglior attrice non protagonista in un musical. Nel 2016 torna a interpretare Margaret Johnson nel concerto del decimo anniversario di The Light in the Piazza al Lincoln Center e fa il debutto nel mondo dell'opera interpretando la Strega nella produzione della New York City Center di Didone ed Enea di Henry Purcell, con Kelli O'Hara nel ruolo della regina di Cartagine. Nel marzo 2017 debutta a Toronto in un adattamento musicale del film Madame Sousatzka, con un cast che comprende le veterane di Broadway Judy Kaye e Montego Glover. Nel 2023 vince il suo secondo Tony Award per la sua interpretazione nel ruolo dell'eponima protagonista in Kimberly Akimbo.

### Vita privata
Victoria è nata e cresciuta a Dallas, in Texas, figlia di Lorraine e Jim Clark. Ha un figlio, Thomas Luke "TL" Clark, nato nel 1995.

## Filmografia

### Attrice

#### Cinema
- Il prezzo della libertà (Cradle Will Rock), regia di Tim Robbins (1999)
- E venne il giorno (The Happening), regia di M. Night Shyamalan (2008)
- Main Street - L'uomo del futuro (Main Street), regia di John Doyle (2010)

#### Televisione
- Law & Order - I due volti della giustizia – serie TV, episodio 9x03 (1998)
- Law & Order - Unità vittime speciali – serie TV, episodio 5x07 (2003)
- Mercy – serie TV, episodio 1x05 (2009)
- Homeland - Caccia alla spia – serie TV, episodio 4x12 (2014)
- The Good Wife – serie TV, episodio 7x21 (2016)
- La verità sul caso Harry Quebert (The Truth About the Harry Quebert Affair), regia di Jean-Jacques Annaud – miniserie TV (2018)
- Il mio inatteso principe di Natale (One Royal Holiday), regia di Dustin Rikert – film TV (2020)
- Little America – serie TV, episodio 1x02 (2020)
- Almost Family – serie TV, 8 episodi (2020)
- Pose – serie TV, episodio 3x07 (2021)
- The Blacklist – serie TV, episodio 8x14-8x22 (2021)
- The Gilded Age – serie TV, episodi 3x01-3x02 (2025)

### Doppiatrice
- La bella e la bestia (Beauty and the Beast), regia di Gary Trousdale e Kirk Wise (1991)
- Aladdin, regia di John Musker e Ron Clements (1992)
- Il gobbo di Notre Dame (The Hunchback of Notre Dame), regia di Gary Trousdale e Kirk Wise (1996)
- La bella e la bestia: Un magico Natale (Beauty and the Beast - The Enchanted Christmas), regia di Andy Knight (1997)
- Anastasia, regia di Don Bluth e Gary Goldman (1997)
- Le avventure di Elmo in Brontolandia (The Adventures of Elmo in Grouchland), regia di Gary Halvorson (1999)

## Teatro

### Attrice
- Cats, libretto di T. S. Eliot, musiche di Andrew Lloyd Webber, regia di Trevor Nunn. Tour statunitense (1982)
- Adventures in the Skin Trade, da Dylan Thomas, regia di John Tillinger. Long Wharf Theatre di New Haven (1985)
- Sunday in the Park with George, musiche di Stephen Sondheim, libretto e regia di James Lapine. Booth Theatre di Broadway (1985)
- States of Independence, musiche di Ricky Ian Gordon, libretto e regia di Tina Landau. American Music Theater Festival (1986)
- Les Misérables, musiche di Claude-Michel Schönberg, libretto di Alain Boublil, regia di Trevor Nunn e John Caird. Primo tour statunitense (1987)
- The Secret Garden, da Frances Hodgson Burnett, libretto di Marsha Norman, musiche di Lucy Simon. Regia di R.J. Cutler. Virginia Stage Company di Norfolk (1989)
- Der Praliné-Soldat, libretto di George Bernard Shaw, musiche di Oscar Straus, regia di Larry Carpenter. Goodspeed Opera House di East Haddam (1990)
- Guys and Dolls, musiche di Frank Loesser, libretto di Jo Swerling e Abe Burrows, regia di Jerry Zaks. Martin Beck Theatre di Broadway (1992)
- A Grand Night for Singing, libretto di Oscar Hammerstein II, musiche di Richard Rodgers, regia di Walter Bobbie. Criterion Theatre di Broadway (1993)
- Marathon Dancing, scritto e diretto da Anne Bogart. En Garde Arts di New York (1994)
- I Married an Angel, musiche e libretto di Joshua Logan, Lorenz Hart e Richard Rodgers, regia di Albert Harris. Theatre Off Park di New York (1995)
- How to Succeed in Business Without Really Trying, musiche di Frank Loesser, libretto di Abe Burrows, Jack Weinstock e Willie Gilbert, regia di Des McAnuff. Richard Rodgers Theatre di Broadway (1995)
- Titanic, musiche di Maury Yeston, libretto di Peter Stone, regia di Richard Jones. Lunt-Fontanne Theatre di Broadway (1997)
- Cabaret, libretto di Joe Masteroff, musiche di John Kander, parole di Fred Ebb, coreografie di Rob Marshall, regia di Sam Mendes. Studio 54 di Broadway (1999-2000)
- Sweeney Todd: The Demon Barber of Fleet Street, musiche di Stephen Sondheim, libretto di Hugh Wheeler, regia di Lonny Price. Davies Hall di San Francisco (2003)
- The Light in the Piazza, libretto e regia di Craig Lucas, musiche di Adam Guettel. Intiman Theatre di Seattle (2003)
- Urinetown: The Musical, libretto di Greg Kotis, musiche di Mark Hollmann, regia di John Rando. Henry Miller's Theatre di Broadway (2003)
- The Light in the Piazza, libretto di Craig Lucas, musiche di Adam Guettel, regia di Bartlett Sher. Goodman Theatre di Chicago (2004)
- Hello, Dolly!, libretto di Michael Stewart, colonna sonora di Jerry Herman, regia di Glenn Casale. Benedum Center for the Performing Arts di Pittsburgh (2004)
- Bye Bye Birdie, libretto di Michael Stewart, versi di Lee Adams e musica di Charles Strouse, regia di Jerry Zaks. City Center Encores! di New York (2004)
- The Light in the Piazza, libretto di Craig Lucas, musiche di Adam Guettel, regia di Bartlett Sher. Lincoln Center di New York (2005)
- The Agony and Agony, regia di Terry Kinney. Vineyard Theatre di New York (2006)
- Follies, musiche di Stephen Sondheim, libretto di James Goldman, regia di Casey Nicholaw. City Center Encores! di New York (2007)
- The Marriage of Bette and Boo, di Christopher Durang. Laura Pels Theatre di New York (2008)
- Prayer for My Enemy, di Craig Lucas, regia di Bartlett Sher. Playwrights Horizons di New York (2008)
- Juno, libretto di Joseph Stain, musiche di Marc Blitzstein, regia di Gary Hynes. City Center Encores! di New York (2008)
- Inner Voices, di Ellen Fitzhugh and Michael John LaChiusa, regia di Jonathan Butterell. Zipper Factory di New York (2008)
- Love, Loss, and What I Wore, di Nora e Delia Ephron, regia di Karen Carpenter. Westside Theatre di New York (2009)
- When the Rain Stops Falling, di Andrew Bovell, regia di David Cromer. Lincoln Center di New York (2010)
- Sister Act, musiche di Alan Menken, libretto di Douglas Carter Beane e Glenn Slater. Broadway Theatre di Broadway (2011)
- Il Mikado, di Gilbert e Sullivan, regia di Ted Sperling. Carnegie Hall di New York (2012)
- Cinderella, libretto di Oscar Hammerstein II, musiche di Richard Rodgers, regia di Mark Browak. Broadway Theatre di Broadway (2013)
- Follies, musiche di Stephen Sondheim, libretto di James Goldman, regia di Eric Schaeffer. Ahmanson Theater/Center Theater Group di Los Angeles (2013)
- The Snow Geese, di Sharr White, regia di Daniel Sullivan. Samuel J. Friedman Theatre di Broadway (2013)
- Gigi, musiche di Frederick Loewe e libretto di Alan Jay Lerner, regia di Eric Schaeffer. Kennedy Center di Washington e Neil Simon Theatre di Broadway (2015)
- Dido and Aeneas, musiche di Henry Purcell, libretto di Nahum Tate, regia di Doug Varone. New York City Center di New York (2016)
- Sousatzka, libretto di Craig Lucas, musiche di David Shire, regia di Adrian Noble. Elgin Theater di Toronto (2017)
- Assassins, libretto di John Weidman, musiche di Stephen Sondheim, regia di Anne Kauffman. City Center Encores! di New York (2017)
- Damn Yankees, libretto di George Abbott e Douglas Wallop, musiche e testi di Richard Adler e Jerry Ross, regia di Kathleen Marshall. City Center Encores! di New York (2017)
- Lady in the Dark, musiche di Kurt Weill, libretto di Ira Gershwin e Moss Hart. City Center Encores! di New York (2019)
- Penelope, musiche di André Previn, libretto di Tom Stoppard. Aspen Musical Festival di Aspen (2019)
- Kimberly Akimbo, libretto di David Lindsay-Abaire e Jeanine Tesori, regia di Chris Fenwick. Linda Gross Theatre dell'Off-Broadway (2021), Booth Theatre di Broadway (2022)

### Regista
- Scaffolding, colonna sonora e libretto di Jeff Blumenkrantz. Mainstage Theatre di New York (2018)
- Danza di morte, di August Strindberg, adattamento di Conor McPherson. Classic Stage Company di New York (2019)
- Love Life, libretto di Alan Jay Lerner e colonna sonora di Kurt Weill. City Center Encores! di New York (2020)

## Riconoscimenti
- Tony Award
  - 2005 – Miglior attrice protagonista in un musical per The Light in the Piazza
  - 2011 – Candidatura per la migliore attrice non protagonista in un musical per Sister Act
  - 2013 – Candidatura per la migliore attrice non protagonista in un musical per Cinderella
  - 2015 – Candidatura per la migliore attrice non protagonista in un musical per Gigi
  - 2023 – Miglior attrice protagonista in un musical per Kimberly Akimbo
- Drama Desk Award
  - 2005 – Miglior attrice in un musical per The Lught in the Piazza
  - 2010 – Candidatura per la miglior attrice non protagonista in un'opera teatrale When The Rain Stops Falling
  - 2011 – Candidatura per la miglior attrice non protagonista in un musical per Sister Act
  - 2022 – Candidatura per la miglior attrice in un musical per Kimberly Akimbo
- Outer Critics Circle Award
  - 2005 – Miglior attrice in un musical per The Light in the Piazza
  - 2011 – Candidatura per la miglior attrice non protagonista in un musical per Sister Act
  - 2013 – Candidatura per la miglior attrice non protagonista in un musical per Cinderella
  - 2015 – Candidatura per la miglior attrice non protagonista in un musical per Gigi
  - 2022 – Miglior attrice in un musical per Kimberly Akimbo

## Doppiatrici italiane
Nelle versioni in italiano delle opere in cui ha recitato, Victoria Clark è stata doppiata da:
- Renata Biserni in E venne il giorno
- Stefanella Marrama ne La verità sul caso Harry Quebert
- Paola Majano in The Gilded Age